# Trirhithrum torina
Trirhithrum torina
 es una especie de insecto del género Trirhithrum de la familia Tephritidae del orden Diptera.
Erich Martin Hering la describió científicamente por primera vez en el año 1954.